# Gombkötő

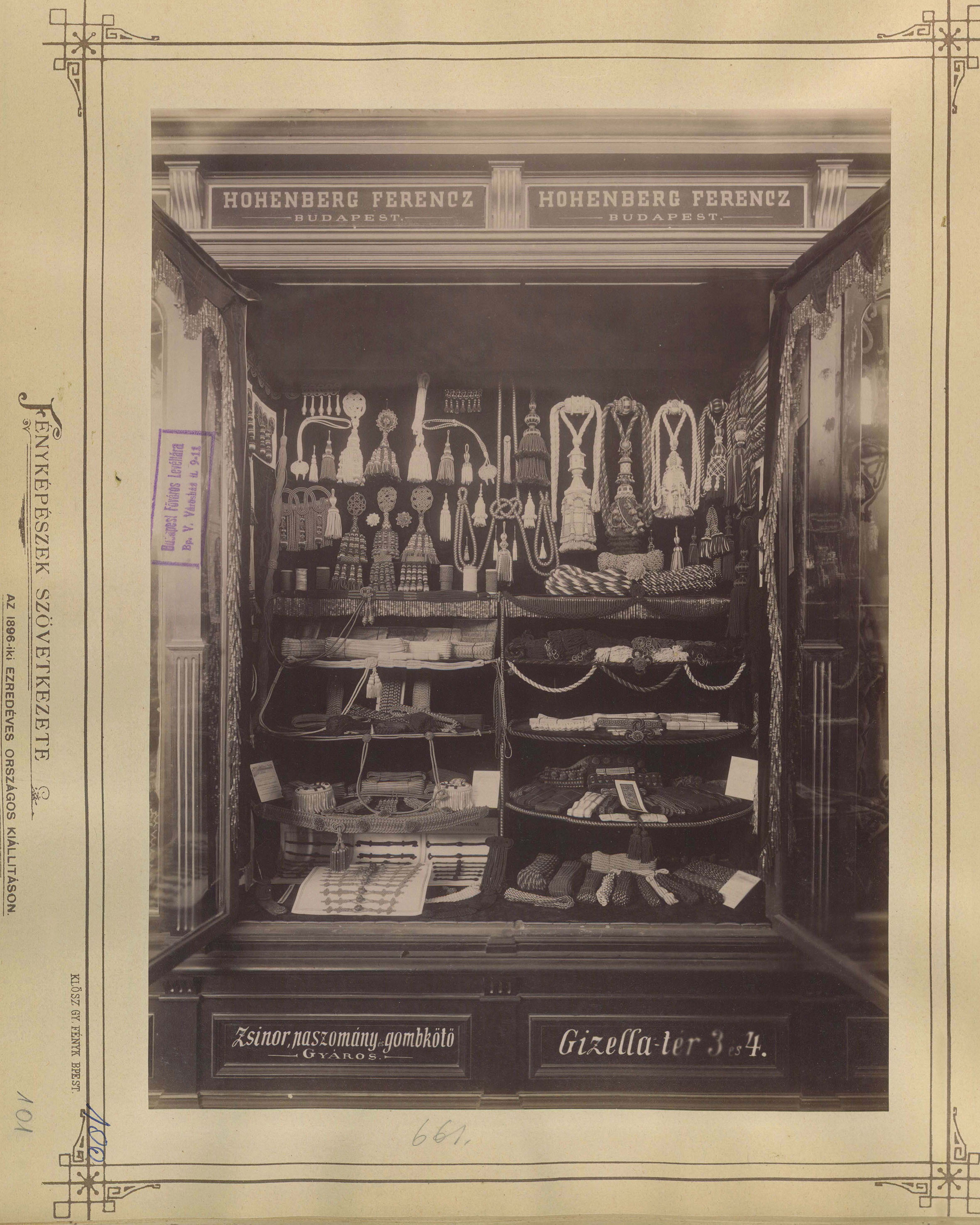
Paszomány és gombkötőgyáros vitrinje az 1896. évi millenniumi kiállításon

A gombkötő egy régi népi kézműves mesterség volt, mely Magyarországon valamikor a középkor folyamán vált ismertté.

## Története
A gombkötő, mint kézműves mesterség valamikor a 15. század körül honosodott meg Magyarországon, később a 16. századtól az Itáliában elterjedt paszományt is készítették, miután a mesterség művelőit paszományosnak is nevezték.
A gombkötők a középkorban céhekbe tömörültek, melyről a legkorábbi adat 1514-ből való a Pozsony megyei Somorjáról, majd a 16. században már két újabb céh megalakulásáról is tudunk, a 17-18. században pedig már 54 céhük volt a gombkötőknek. Végül 83 önálló gombkötő céh megalakulásáról tudósítottak a feljegyzések, de ezenkívül még több, főleg a magyar szabókkal közös céhszervezetük működése is ismert lett.
A gombkötők védőszentje Szent Mihály volt, akinek képét a győri gombkötő céh 17. századi behívótáblájára is ráfestették, de védőszentjükként tisztelték a barokk korban Szent László királyt is, akit díszes, zsinóros magyar ruhában ábrázoltak.
A magyar mesterséget több mint fél évszázada űző gombkötők főleg díszruhák gombjait, zsinórdíszeit, sujtásait készítették. Az általuk készített díszes gombok, vitézkötések a főúri és katonai viselet fontos kellékei voltak, melyek alkalmazása később a városi polgárság körében és a falusi paraszti viseletben is egyre jobban elterjedt.
1872-ben felszámolták a céheket, ettől kezdve a gombkötők a paszományosokkal tömörültek egy ipartestületbe, miáltal a két ruhadíszeket készítő szakma összeolvadt, annak ellenére, hogy eredetileg két külön mesterségről volt szó: a paszományosok szövőszéket használtak, a gombkötők pedig más eszközökkel, például tűvel dolgoztak és különféle állati szőröket, teveszőrt, gyapjút, selymet alkalmaztak.
A 18. században Európa-szerte divatossá vált a lovasságnál a magyar huszárok díszes, zsinóros ruhája. A 18. század végén pedig már a mezővárosi paraszti viseletben is elterjedt a nadrágok, dolmányok díszítése. A reformkor pedig a zsinóros ruhát tette meg nemzeti viseletnek, amely az abszolutizmus idején a nemzeti ellenállás kifejezője is lett.
A 18-19. század fordulójától az iparág rohamos hanyatlásnak indult, ezt a hanyatlást nagyban befolyásolta a gyári termékek mellett a divat változása is, majd később a Második világháborút megelőző években az iparág főleg a politikai divatot szolgálta ki.

## A gombkészítés fajtái
- A gombkészítő mesterek a gombokat általában fa alapra kötik, majd a kívánt minta szerint rakják fel rá a fonalat vagy sodrást, és az így kialakult minta közeit tűvel varrják ki azonos vagy többszínű fonállal, sodrással kitöltve. A művelet során gomb először sima gomb és utána kupolás lett, gömbölyű és szögletes pamut belet tettek és ezt fonták körül selyem, teveszőr, arany, ezüst fonállal. Alul lesz egy pöcök amivel fel lehet varrni.

- A sujtásokat, zsinórokat eleinte úgynevezett "nyergen kézzel" fonták, melynek menete a következő volt: a gömbölyű és szögletes zsinórok közepébe pamut belet tettek, és ezt fonták körül selyem-, teveszőr-, arany-, ezüstfonállal. Ez a munka hosszadalmas és fárasztó volt. Később a 18. században e fárasztó műveletet a különféle zsinórverő gépek váltották fel, de ezek működtetése is sokáig kézi erővel történt.
- Vitézkötések – kézzel fonták, alakították a nyereg szögeire: a bonyolultabb mintákat először olcsó fonallal felvetették a nyeregre, a fonalvégeket a nyereg oldalán rögzítették viaszpecséttel, ezáltal az igazi munkadarab készítésekor csak a vonalvezetésre kellett ügyelniük. A vitézkötések közül a legszebb és legnehezebb a pozsonyi vitézkötés, az úgynevezett malomkerék és változatainak kötése volt.